# Момчило Ђурић
Момчило Мома Ђурић (Комирић, код Осечине, 1912 — Москва, 1980) био је учесник Народноослободилачке борбе и генерал-мајор ЈА.

## Биографија
Током студија права на Београдском универзитету, припадао је групи студената левих земорадника, међу којима су били Слободан Принцип, Мирко Томић, Илија Дошен и Грујо Новаковић. Пре рата је радио као правник у Ваљеву.
Учесник је Народноослободилачке борбе од 1941. године. Био је у Ваљевском партизанском одреду, где је најпре био командир 11. чете, а потом командант Рађевског батаљона. Марта 1942. са групом бораца из Ваљевског и Мачванског одреда прешао је у источну Босну, где је потом постао борац Пратећег вода Врховног штаба. Убрзо потом приликом формирања Пратеће чете Врховног штаба постао је њен командир, а када је она реорганизована у Пратећи батаљон постао је његов командант. Ову дужност обављао је до новембра 1943, када је постављен за начелника Штаба Прве пролетерске дивизије.
Октобра 1944, након ослобођења Београда, био је накратко помоћник команданта Команде граде генерала Љубе Ђурића, а потом је постављен на дужност команданта Београдске дивизије народне одбране, која је била у саставу Корпуса народне одбране Југославије (КНОЈ).
Био је члан Комунистичке партије Југославије (КПЈ) од 1942. године. Биран је за већника Антифашистичког већа народног ослобођења Југославије (АВНОЈ), на његовом Другом заседању. Био је такође посланик Антифашистичке скупштине народног ослобођења Србије (АСНОС). Након рата, на изборима за Уставотворну скупштину, новембра 1945. изабран је за народног посланика Уставотворне скупштине ДФЈ.
Заједно са групом официра Југословенске армије, међу којима су били Арсо Јовановић, Пеко Дапчевић и др. упућен је 1946. на школовање у Москву, где је завршио Војну академију Фрунзе. Након повратка у земљу наставио је војну акријеру у Југословенској армији (ЈА) и имао је чин генерал-мајора. Током школовања, заврбован је од совјетске обавештајне службе. После доношења Резолуције Информбироа о стању у КПЈ, у којој је критиковано руководство КПЈ, изјаснио се за Резолуцију након чега је 7. септембра 1948. искуљчен из КПЈ, а потом 1. октобра исте године ухапшен и затворен на Голом отоку.
После изласка из затвора, заједно са групом истомишљеника, међу којима су били Владо Дапчевић, Милета Перовић, Милан Калафатић и др, напустио је 1958. Југославију и отишао у Албанију, а одатле у Совјетски Савез, где је на Универзитету Ломоносов у Москви докторирао право. Умро је 1980. у Моксви.
Носилац је Партизанске споменице 1941. и других југословенских одликовања, међу којима су — Орден партизанске звезде другог реда, Орденом заслуга за народ првог реда и Орден за храброст. За заслуге у Народноослободилачкој борби одликован је совјетским Орденом Суворова.